# Земљотрес у Косјерићу 2015.
Земљотрес у Косјерићу 2015. је потрес који је погодио Косјерић и околину 8. марта 2015. године у 21.47 часова по локалном времену. Трус је био магнитуде 4.7 Рихтера са хипоцентром на дубини од око 4 km.

## Одлике
Земљотрес код Косјерића има је интензитет од VI степени Меркалија. Такав потрес може осетити већина људи, висећи објекти се љуљају, особе које спавају могу се пробудити, а на слабијим објектима може доћи до оштећења. пуцања малтера и мањих оштећења на структурним објектима. Овом земљотресу претходио је један мањи, а током ноћи између 8. и 9. марта осетио се још један потрес магнитуде 2,5 Рихтера у 1.21 ч.
Хипоцентар земљотреса био је на дубини од 4 km, што се убраја у веома плитке потресе. Епицентар је био у селу Мрчићи, седам километара северно од Косјерића. Потрес се осетио у целој западној Србији (Ужице, Пожега, Чачак и др), али и у Београду и делу Срема (Рума). Подрхтавање тла осетили су и становници неколико градова у Републици Српској (Бијељина, Зворник и Вишеград).

## Последице
Од земљотреса није било повређених нити настрадалих, али је причињена знатна материјална штета. Неколико људи је евакуисано због урушавања делова стамбених објеката. Након главног потреса током ноћи и наредног дана дошло је донеколико мањих подрхтавања. Најјачи је био интензитета 2,5 Рихтера u 0.21 ч. Остали су имали интензитет од 1-2,5 Рихтера. Свеукупно на простору Косјерића било је око тридесетак потреса различитих интензитета.
Главни земљотрес довео је до активирај стари, али и нових клизишта на подручју општине Косјерић. Највећа опасност од клижења снегом расквашеног земљишта је у селима Ражане и Ракићи.

## Штета
Због земљотреса дошло је до оштећења око 400 кућа у широј околини Косјерића. Највише су погођена села Ражана и Мрчићи. Причињена је значајна материјална штета, чији износ треба да утврде општинске комисије.
Једна породица из села Доња Ражана је евакуисана због већег оштећења на кући. Од последица потреса настрадали су углавном стамбени објекти старијег датума и слабијег квалитета градње. Долазило је до пуцања зидова, обрушавања црепова и димњака. У Косјерићу су попуцали зидови на објектима Дома културе и полицијске станице.